# باشگاه فوتبال ارتسگبیرگ آئو
باشگاه فوتبال ارتسگبیرگ آئو (انگلیسی: FC Erzgebirge Aue) باشگاه فوتبالی است که در شهر آئو در ایالت زاکسن قرار دارد و در سال ۱۹۴۶ تأسیس شده‌است.
این باشگاه هم‌اکنون در لیگا ۳ بازی می‌کند.